# Sástago
Sástago es un municipio español de la provincia de Zaragoza perteneciente a la comarca de Ribera Baja del Ebro, comunidad autónoma de Aragón. Tiene un área de 301,25 km² y una población de 1119 habitantes (INE 2020).

## Geografía

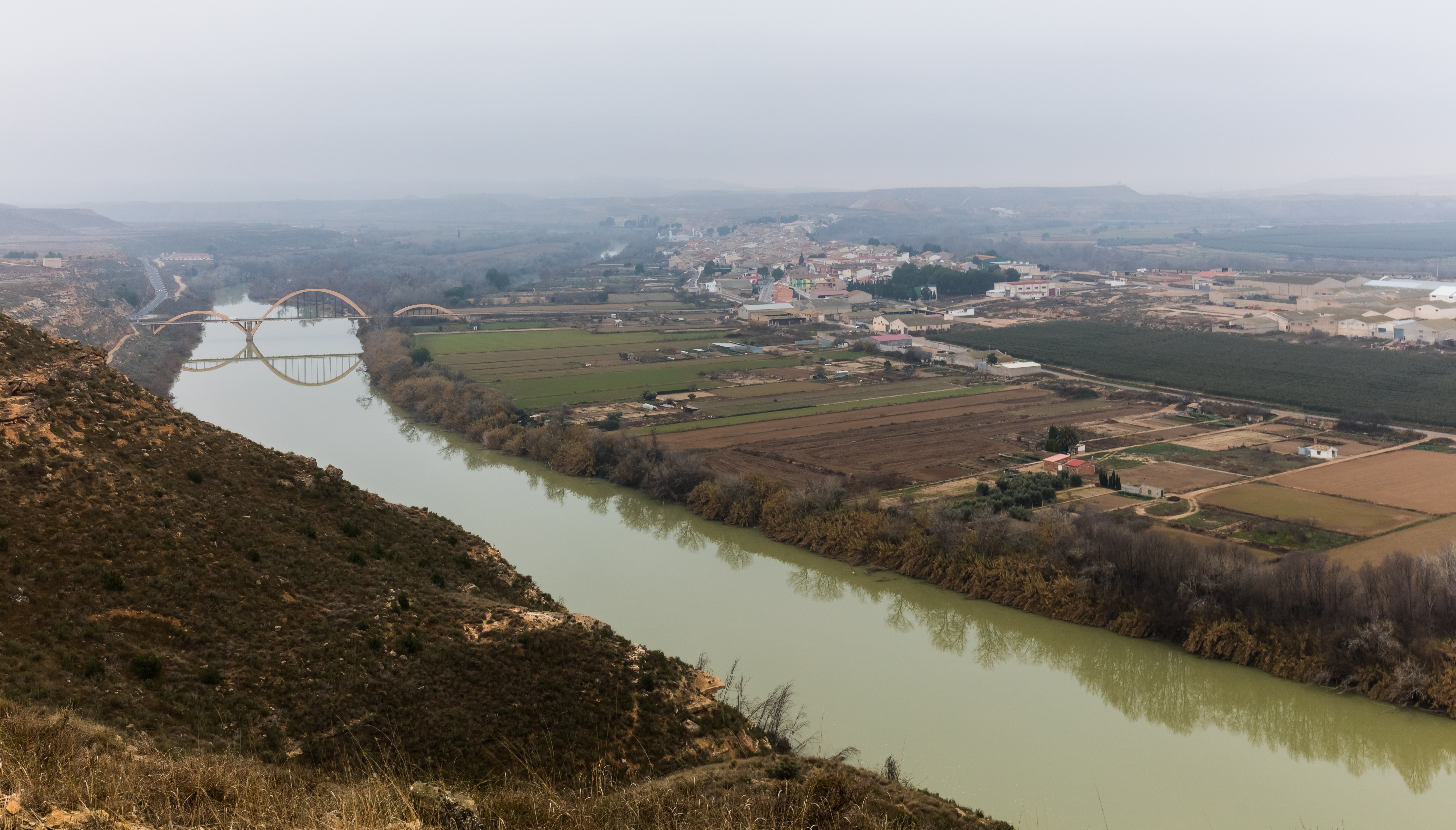
Vista de Sástago a orillas del Ebro

Sástago está situado en el centro de la depresión del Ebro, sobre depósitos cuaternarios en la margen derecha del río, a 153 metros de altitud sobre el nivel del mar. El Ebro se ciñe al casco urbano y forma en su discurrir pintorescos meandros. A escasos metros del Ebro comienza la estepa, que constituye un excelente refugio para una fauna muy variada, con un importante número de especies endémicas.
La temperatura media anual de Sástago es de 15,2 °C y la precipitación anual 360 mm.

## Historia
Los orígenes del municipio parecen remontarse al siglo III a. C., cuando se asentaba en el terreno un poblado ibero.
Tras la llegada de los romanos el terreno debió quedar despoblado, ocupado únicamente por alguna fincas de recreo.

### Edad Media y Moderna
En la Edad Media, los musulmanes construyeron en los terrenos un castillo y una pequeña villa.
Alfonso I el Batallador tomó la villa en 1133 y se la entregó en calidad de tenente a su alférez Don Artal de Alagon. Desde el siglo XII, la familia Alagón —segundo linaje más importante de Aragón— tuvo el dominio jurisdiccional de Sástago en compensación por la entrega de Morella a Jaime I: Blasco de Alagón se convirtió en el cuarto tenente y primer Señor jurisdiccional de la villa.
Desde ese momento fueron constantes las disputas por la delimitación de terrenos entre Sástago y el vecino monasterio de Rueda. Así, en 1242, Jaime I ordenó la delimitación de los términos de Rueda y Sástago, y en 1256, Blasco de Alagón concedió al monasterio un monte que pertenecía a Sástago; más adelante (1398), Martín I el Humano declaró los derechos de Rueda y sus vasallos de la aljama sobre el aprovechamiento de una cantera, así como de la barca sobre el río Ebro.
Por otra parte, la población morisca de Sástago fue numerosa, por lo que la localidad sufrió las consecuencias negativas de la expulsión de 170 familias en 1610.
En 1511, Fernando el Católico concedió al entonces señor de Sástago, Blasco de Alagón y Olcina, el título de conde de Sástago. Comenzó un periodo de esplendor para la familia, que pasó a denominarse de los Sástago y se convirtió en una de las ocho grandes de la Corona de Aragón. Dicho periodo queda reflejado en el lujoso palacio de Sástago que construyeron en Zaragoza. Retuvieron este título sus sucesores, quienes hasta 1651 pertenecieron a la misma varonía y apellido del fundador del linaje. La muerte sin descendencia de Don Enrique de Alagón y Coloma, comportó la extinción de esta línea de los Alagón, que había suministrado a la villa diecinueve dueños temporales absolutos.

### Edad Contemporánea
Pascual Madoz, en su Diccionario geográfico-estadístico-histórico de España y sus posesiones de Ultramar de 1845, describe a Sástago en los términos siguientes: 

Tiene sobre 310 casas, en la que se incluyen la del ayuntamiento y cárcel; las cuales forman varias calles bastante espaciosas y limpias, y 3 plazas; un castillo que sirve de palacio al señor temporal, conde de su título.

En cuanto al terreno de la villa, Madoz señala que: 

Las canteras que comunmente se hallan son de cal y algunas de alabastro, siendo muy rico este monte por los abundantes y buenos pastos que cría, y la  salina que en él se encuentra, llamada comunmente de Bujaraloz, la que produce mucha sal muy blanca y regular, y de ella se surten los principales pueblos de Aragón.

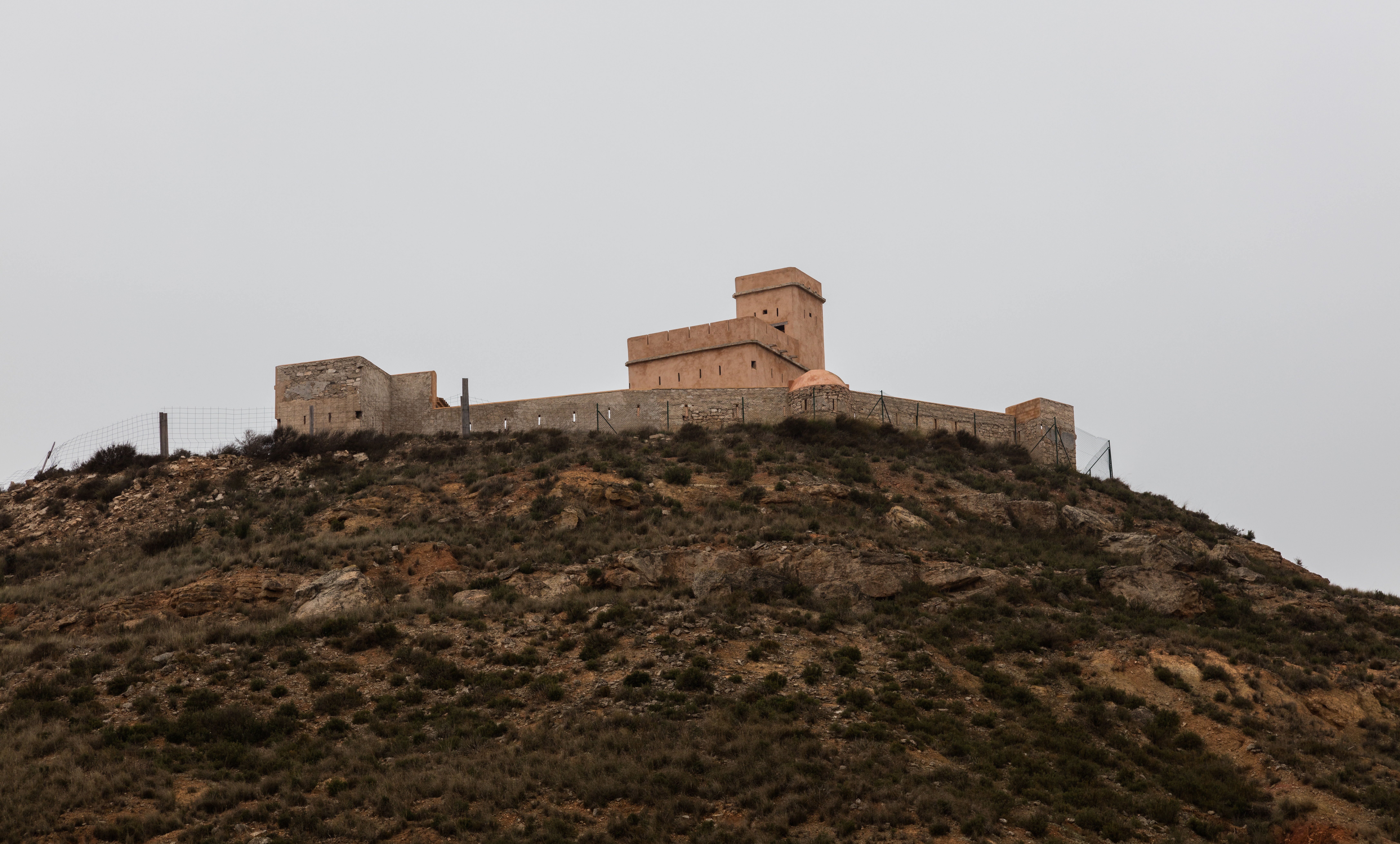
Fortín de Sástago, erigido en el contexto de la tercera guerra carlista

Poco tiempo después, Sástago se vio implicada en la tercera guerra carlista, como lo demuestra la construcción de la torre de El Fortín en otoño de 1875. Durante dicha contienda, diversas partidas carlistas visitaron Sástago, si bien no solían ser muy numerosas, oscilando entre los 15 y los 80 hombres, parte de ellos a caballo.
La Guerra Civil también tuvo funestas consecuencias para Sástago. La iglesia barroca del Pilar fue muy castigada durante la contienda y el puente que entonces existía sobre el Ebro fue volado en la primavera de 1938, por lo que hubo de construirse uno nuevo, inaugurado el 14 de agosto de 1942.
Este último puente fue cerrado en marzo de 2020 al detectarse un descenso de unos veinticinco centímetros en el extremo del vano central; fue reabierto al tráfico en septiembre de ese mismo año tras haberse acometido una reparación de emergencia.

## Demografía
Sástago cuenta con una población de 1091 habitantes (INE 2024).
| Gráfica de evolución demográfica de Sástago entre 1842 y 2021                                                       |
| |
| Población de derecho según los censos de población del INE Población de hecho según los censos de población del INE |

En el fogaje de 1495 —censo del Reino de Aragón ordenado por el rey Fernando II de Aragón—, Sástago figura con 76 hogares, lo que equivale a una población aproximada de 370 habitantes.
El censo de España de 1857, que inauguraba la serie estadística, registra una población de 3214 habitantes para la localidad, siendo en ese momento el tercer municipio más poblado del partido judicial de Caspe, con una cifra prácticamente igual a la de Maella, el segundo después de Caspe. Dentro del siglo XX, Sástago alcanza su techo demográfico, 3028 habitantes, en 1910. A partir de la década de 1960 se inicia un acusado descenso demográfico.

### Economía

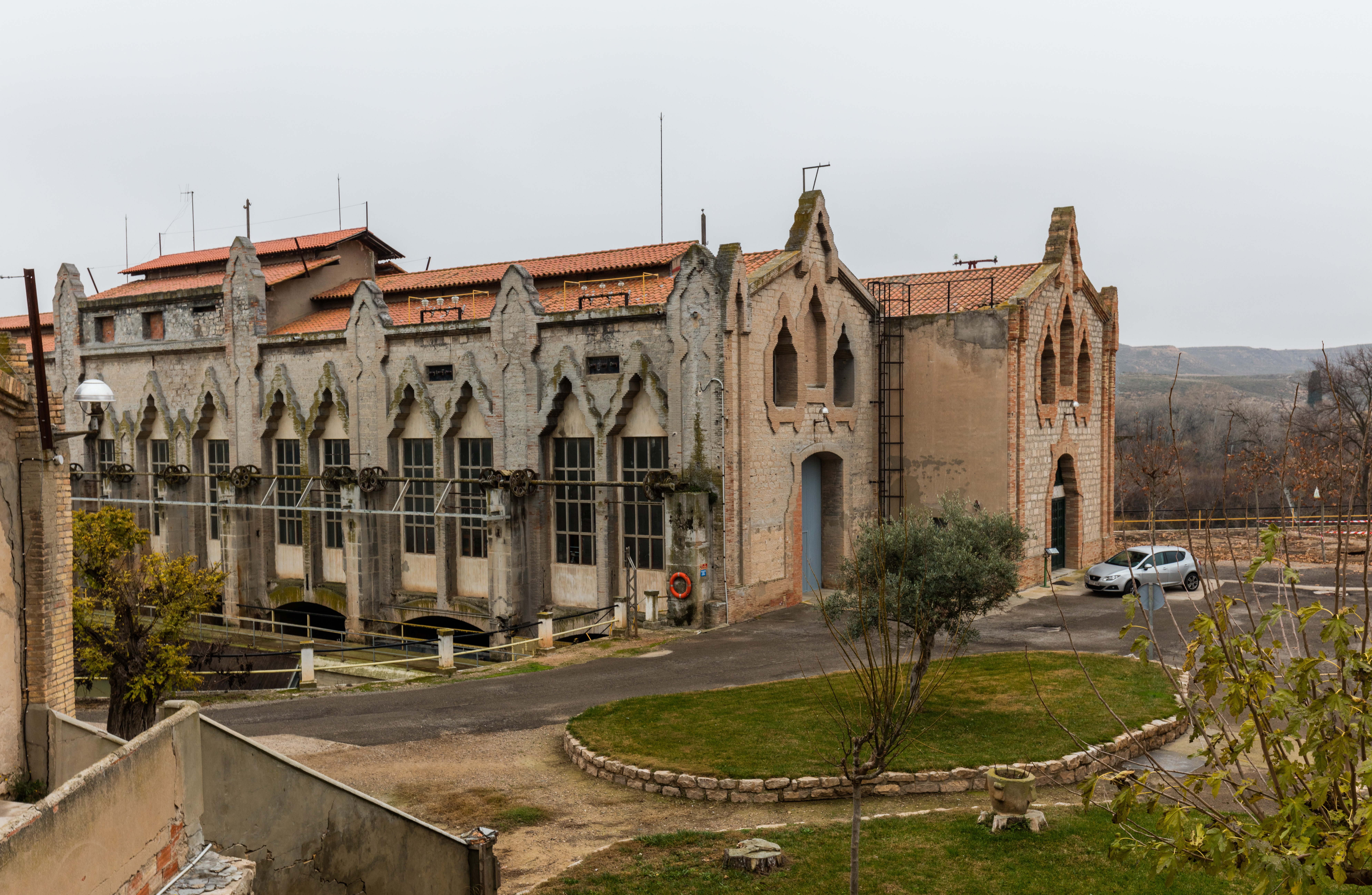
Naves de la central hidroeléctrica

La economía de Sástago ha estado muy vinculada no solo a la agricultura, sino también a la artesanía y a la industria. Así, la localidad es un referente en la historia de la fabricación de cuchillos, singulares por la forma de la cruceta y el uso de nácar, así como en la de sombreros. Estos últimos se fabricaron en la localidad hasta muy avanzado el siglo pasado.
Además, desde principios del siglo XX Sástago es un núcleo de producción de energía hidroeléctrica.

## Administración y política
| Período   | Alcalde                     | Partido |  |
| --------- | --------------------------- | ------- |  |
| 1979-1983 | Luis Carlos Piquer Jiménez  | PSOE    |  |
| 1983-1987 |                             |         |  |
| 1987-1991 |                             |         |  |
| 1991-1995 |                             |         |  |
| 1995-1999 |                             |         |  |
| 1999-2003 |                             |         |  |
| 2003-2007 |                             |         |  |
| 2007-2011 |                             |         |  |
| 2011-2015 |                             |         |  |
| 2015-2019 | María Joaquina Yuste Gracia | PAR     |  |

| Partido político    | Partido político                                   | 2003   | 2007   | 2011   | 2015   |
| Partido político    | Partido político                                   | Ediles | Ediles | Ediles | Ediles |
|                     | Partido de los Socialistas de Aragón (PSOE-Aragón) | 6      | 5      | 4      | 4      |
|                     | Partido Aragonés (PAR)                             | —      | —      | 3      | 4      |
|                     | Partido Popular de Aragón (PP)                     | 3      | 4      | 2      | 1      |
| Total de concejales | Total de concejales                                | 9      | 9      | 9      | 9      |

## Patrimonio

### Patrimonio religioso
La iglesia de Nuestra Señora del Pilar de Sástago es una construcción de fábrica barroca, levantada en el siglo XVII sobre otro templo anterior.
Está construida en mampostería y ladrillo reforzado de sillería en las esquinas y en el zócalo. De planta rectangular, consta de una sola nave con tres tramos separados por arcos fajones. La torre tiene tres cuerpos: los dos primeros de planta cuadrada y el tercero de planta octogonal.
La ermita de Montler es un templo de una nave, con cabecera recta prolongada en un pequeño camarín de planta semicircular. La puerta de la iglesia está precedida por un pórtico de planta cuadrangular y dos cuerpos en altura. Además de los espacios destinados al culto, adosadas al edificio por la zona de la cabecera hay estancias auxiliares para atención de los romeros y cometidos similares .

### Patrimonio civil

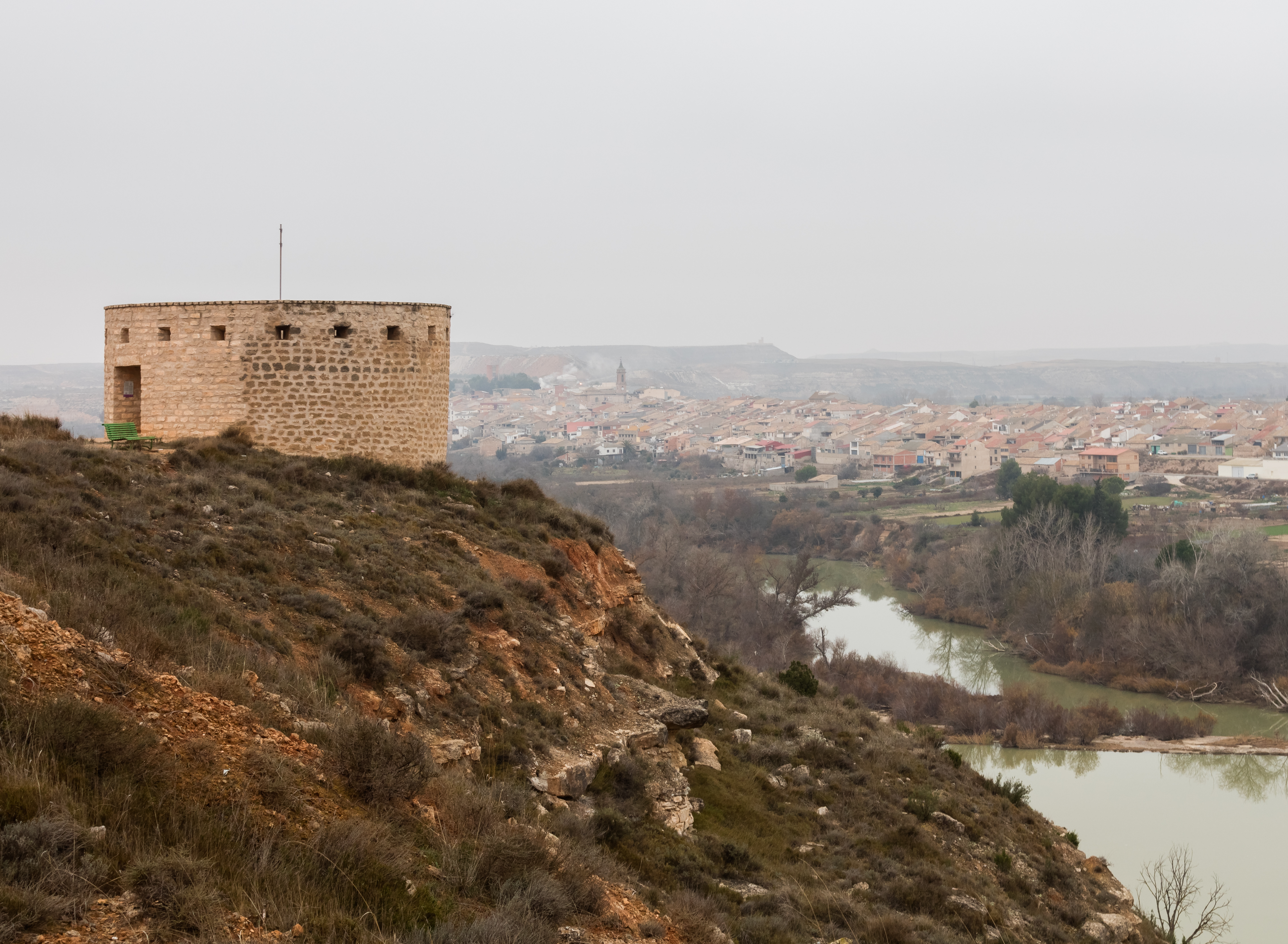
Torre del Tambor, con Sástago al fondo

El castillo de la Palma, emplazado en la cima del cerro de la Rosa, en un espacio alargado y estrecho posiblemente erigido por los musulmanes en el siglo X. El recinto fortificado se adapta al terreno disponible, siendo este de planta rectangular con un eje longitudinal norte-sur. El recinto murado medieval está protegido por torreones rectangulares integrados en la muralla y cuenta con una torre del homenaje. En su interior, junto a la torre principal, se construyó en época barroca la ermita del Pilar; construida en mampostería, tiene nave única, con capillas laterales entre contrafuertes y cabecera poligonal.
Tanto el castillo como la ermita se encuentran en grave riesgo de ruina.
El fortín de Sástago es un recinto irregular, aproximadamente pentagonal, con baluartes defensivos y garitas, en cuya parte central se alza la torre cuadrada. La torre central se ajusta a la tipología habitual de las torres ópticas de la zona construidas durante la tercera guerra carlista, pese a que incluye un pequeño cuerpo superior del que carecen las restantes. Tiene planta cuadrada, con las esquinas achaflanadas y tres pisos que en la actualidad han desaparecido. Forma parte de la línea de torres ópticas entre Zaragoza y Tortosa, aunque es más compleja que el resto —como por ejemplo el fortín Mocatero de Escatrón—, pues la torre propiamente dicha se encuentra rodeada por un recinto fortificado.
Otra torre vigía en el municipio es la torre del Tambor, de planta circular y también del siglo XIX. Está construida en mampostería, con una parte importante de los paramentos reconstruida en la reciente restauración.

### Patrimonio natural

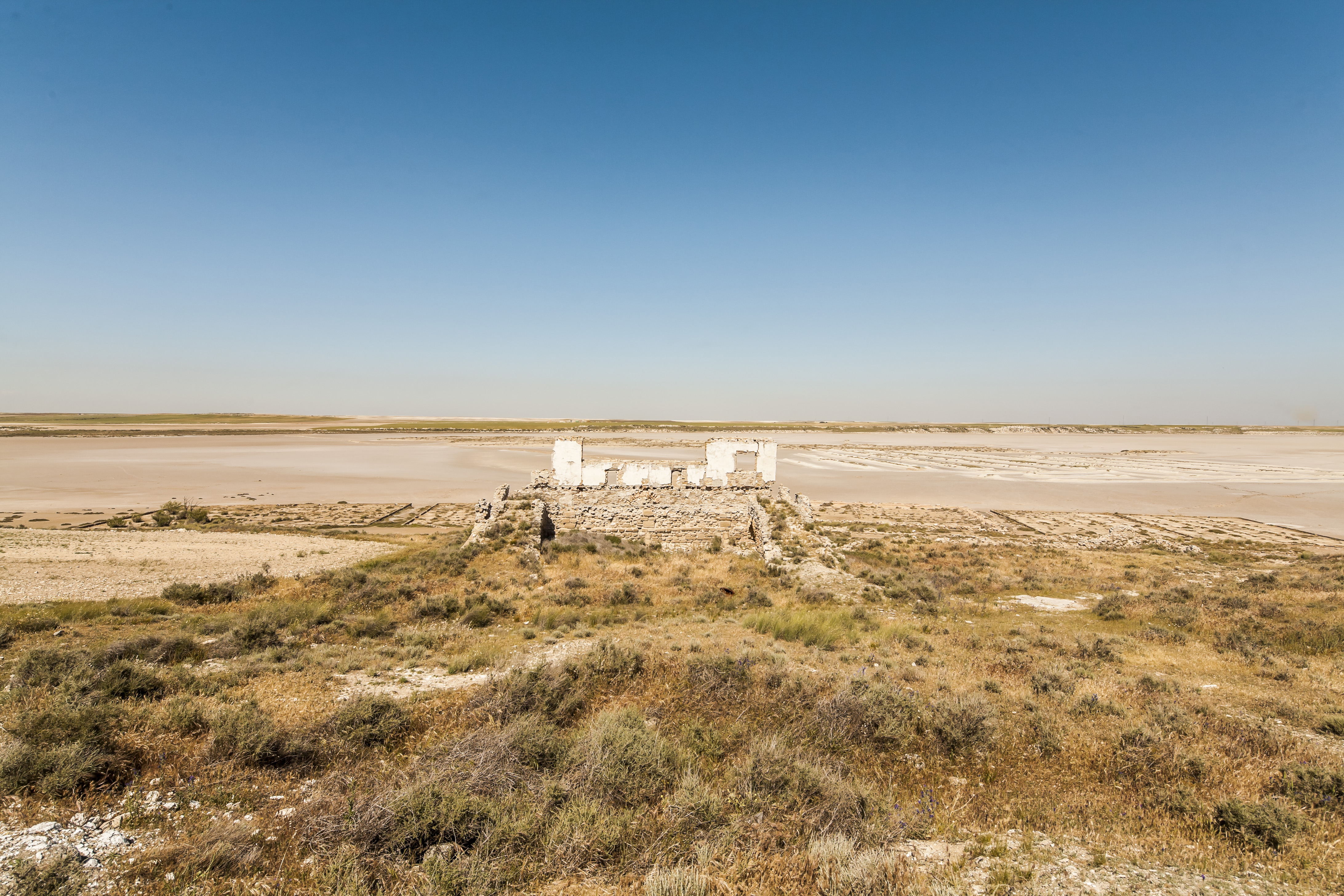
Saladas de Sástago-Bujaraloz

Al nordeste de la población, las saladas de Sástago-Bujaraloz constituyen el conjunto de lagunas endorreicas, temporales y salinas más extenso e importante de Europa, único en Europa Occidental. Su fauna y flora son muy interesantes, con aves acuáticas, raros y exclusivos invertebrados, y ricos tapices de algas y de microorganismos extremófilos.
En estas saladas hay edificios y de infraestructuras para la producción de sal, que se extienden sobre una amplia superficie y presentan características diversas, por lo que parecen datar de diferentes épocas. Se sitúan sobre una lengua de tierra, algo más elevada que la cuenca circundante, que se interna en la laguna desde su extremo oeste a lo largo de unos centenares de metros.

### Monasterio de Rueda

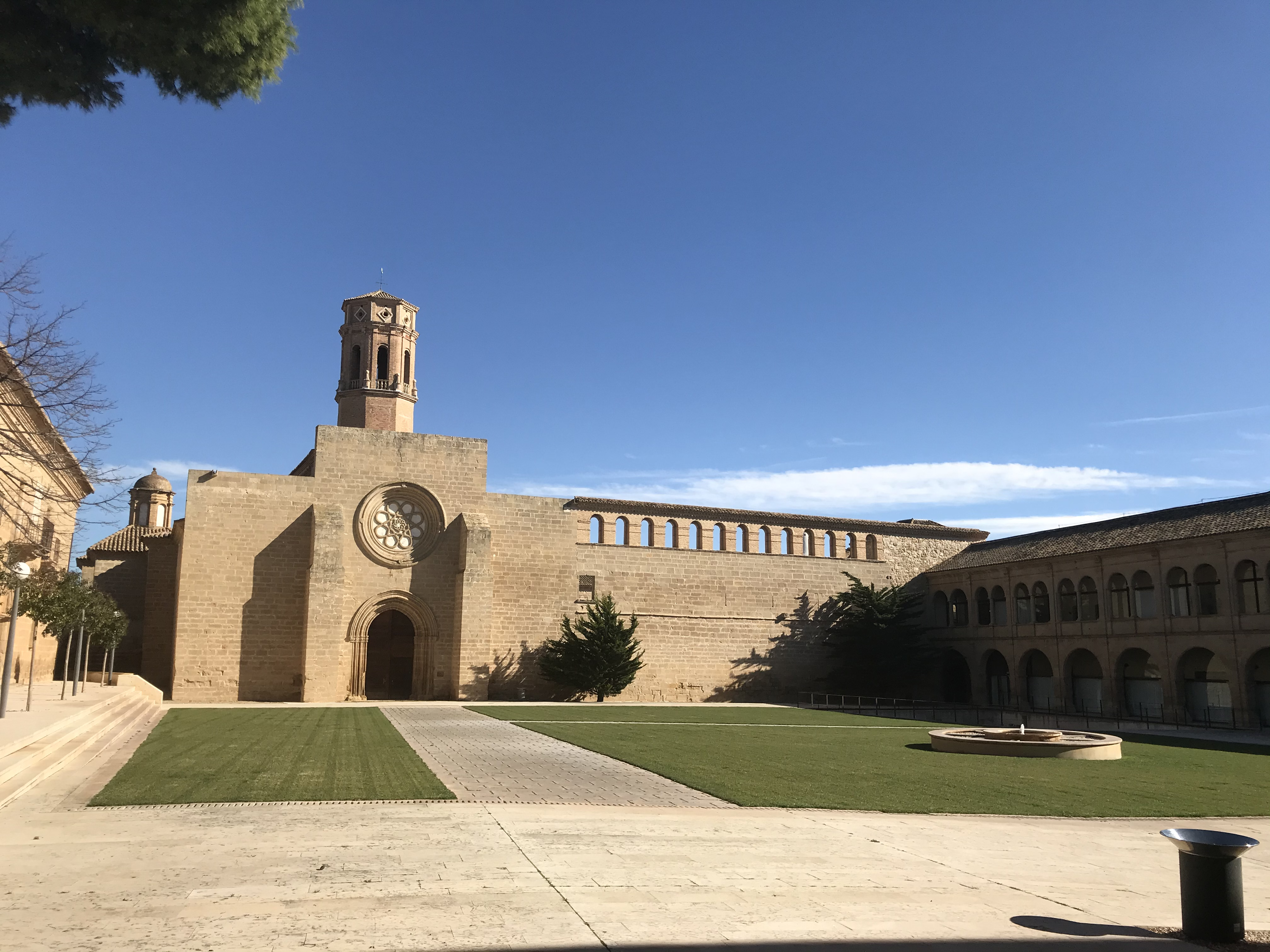
Monasterio de Rueda, fundado en 1202

A 7 km del núcleo urbano se encuentra el Monasterio de Rueda, gran conjunto monástico levantado en piedra. Su construcción empezó a mediados del siglo XII y finalizó en 1350, comenzándose en estilo cisterciense y terminándose con formas del gótico pleno. Entre 1558 y 1580 se acometieron una serie de ampliaciones renacentistas y en los siglos XVII - XVIII se llevaron a cabo las últimas ampliaciones barrocas.
Junto al monasterio se construyeron una serie de infraestructuras hidráulicas como el azud, la noria o rueda que eleva el agua del río hasta el acueducto que la reparte por las distintas dependencias monásticas, y el molino harinero.

## Fiestas
- Para San Antón, del 16 al 18 de enero, se enciende una gran hoguera y se obsequia a los asistentes con vino y chorizo asado a la brasa.
- El 25 de abril se va en peregrinación a la ermita de Montler, distante unos siete km.
- Las fiestas mayores se celebran en honor de la Virgen de Montler y San Roque, del 13 al 20 de agosto.

## Personas destacadas
- Ramón Artigas Gracia, subgobernador del Banco de España y procurador en Cortes.